# Hůrka (Libá)
Hůrka (németül: Riehm) Libá településrésze Csehországban a Karlovy Vary-i kerület Chebi járásában. Központi községétől 2,5 km-re délkeletre fekszik. A 2001-es népszámlálási adatok szerint 31 lakóháza és 103 lakosa van.

## Története
Írott források elsőként 1370-ben említik. 1869 és 1950 között Dubina községhez tartozott. A második világháború után Dubina lakosságát a csehszlovák hatóságok Németországba toloncolták, s az elnéptelenedett községet lerombolták. Ezt követően Hůrka települést Libá községhez csatolták.

## Nevezetessége
- szakrális kisemlék